# Artocarpus hypargyreus
Espèce
Statut de conservation UICN

 VU A1cd : Vulnérable
Artocarpus hypargyreus est une espèce de plantes à fleurs de la famille des Moraceae.

## Publication originale
- Flora Hongkongensis 325–326. 1861.